# Baicaleína
| Características básicas |                                                    |
| ----------------------- | -------------------------------------------------- |
| Nombre IUPAC            | 5, 6, 7-trihidroxy-2-phenyl-4H-chromen-4-one       |
| Otros nombres           | 5,6,7-Trihidroxiflavona                            |
| Fórmula                 | C15H10O5                                           |
| Peso Molecular          | 270.2                                              |
| Apariencia              | Polvo cristalino entre amarillo y amarillo verdoso |
| Solubilidad             | 50 mM en DMSO                                      |
|                         | 90 µM / mL (25ºC)                                  |
| Punto de fusión         | 265ºC                                              |
| Punto de ebullición     | 575,9ºC                                            |

Estructura de la Baicaleína

Baicaleína (5,6,7-trihridoxidoflavona) es una flavona, un tipo de flavonoide, aislada originalmente de las plantas Scutellaria baicalensis y Scutellaria lateriflora y es uno de sus principales compuestos activos. También puede encontrarse en Oroxilum indicum (flor de trompeta india). Se trata de la aglicona o grupo no glucídico de la baicalina, otro de los compuestos más abundantes y activos.

## Encabezado
La baicaleína, junto con su análogo la baicalina, es un modulador alostérico positivo de la benzodiacepina y/o no-benzodiacepina del receptor GABAA. Muestra selección de subtipos para las subunidades α-2 y α-3 que contienen receptores GABAA. Por eso, la baicaleína tiene efectos ansiolíticos en ratones sin incidencia de sedación o relajantes musculares. También es un antagonista de los receptores de estrógeno (o antiestrógeno).
Se ha demostrado que los flavonoides inhiben determinados tipos de lipoxigenasas y actúan como agentes antiinflamatorios. Tiene efectos antiproliferativos en ET-1 de la proliferación de células de músculo liso de la arteria pulmonar, a través de la inhibición de los canales de expresión de la TRPC1. En ensayos con animales se le atribuyen también posibles efectos antidepresivos. La baicaleína es un inhibidor de la CYP2C9, una enzima del sistema del citocromo P450 que metaboliza las drogas en el cuerpo. También inhibe la formación de biopelículas por Staphylococcus aureus y el sistema de detección de quórum in vitro.
Un derivado de la baicaleína es un conocido prolil endopeptidasa (PEP).
Tanto la baicaleína, como otras flavonas, mejoran notablemente las funciones cognitivas y funciones amnésicas en modelos animales, con cerebros envejecidos y neurodegeneración.

## Estructura

Estructura del esqueleto de un flavonoide.

La baicaleína es un flavonoide, que son derivados de la estructura 2-fenilcromen-4-ona (2-fenil-1,4-benzopirona). Su esqueleto se puede dividir en tres partes: un anillo bencénico, una cadena propánica unida al anillo, y otro anillo bencénico que a su vez se une a la cadena. La cadena carbonada intermedia se cicla por la acción de la enzima isomerasa, lo que da lugar a una flavona.
La baicaleína pertenece, por tanto, al subgrupo de las flavonas. Se caracteriza por estar unida a tres grupo alcohol en los carbonos 5, 6 y 7 , por lo que recibe en nombre de 5,6,7-trihridoxidoflavona.
Es, como el resto de los flavonoides, polifenólico

## Extracción y Análisis
Debido a la presencia de los grupos funcionales hidroxilo, la extracción de la baicaleína se realiza con etanol.
Para el análisis de concentración se suele emplear la espectrofotometría. Frecuentemente, este proceso se lleva a cabo junto con una separación cromatográfica (por ejemplo HPLC).

## Interacciones
Permite, como flavonoide, la interacción entre el factor de crecimiento endotelial vascular (VEGF) y dos de sus ligandos débiles. Esta unión de la baicaleína con el VEGF se produce al interaccionar el esqueleto flavonoide en el residuo 47 (insertado en la interfaz de dimerización de VEGF; rodeado por la 2ª lámina-β, la hélice-α N-terminal y el lazo que conecta las hebras 5 y 6 de la proteína). El ácido glucorónico de la baicalina queda expuesto al disolvente (en dirección hacia la hélice-α N-terminal).
No inhibe directamente a ET-1; sino que inhibe al canal TRC1, cuya función es introducir Ca2+ para regular el ciclo celular. Se consigue aumentar la fase S inhabilitando parcialmente la proteína kinasa C-alfa, que promueve la transcripción. Este resultado se da al unirse la parte hidrofóbica de la baicaleína con el residuo Serina 657; impidiendo su fosforilación. La baicaleína promueve la diferenciación osteoclástica a través de la vía de señalización del Wnt/β-catenin. Además, aumenta la expresión del RNAm de la osteoprotegerina, la que podría regular indirectamente la activación de los osteoclastos.

## Glucósidos
La baicaleína está presente en la naturaleza en forma de glucósido o hace el papel de la aglicona. Estos incluyen:
- El de baicaleína, el cual pertenece a la baicalina.
- El 6-glucósido de baicaleína, el cual pertenece al Tetuin. Este se encuentra en las semillas de la Scutellaria baicalensis.

## Aplicaciones biomédicas
Esquema de las diferentes aplicaciones de la Baicaleína:
- [5] La baicaleína impide la muerte celular neuronal humana inducida por la proteína priónica mediante la regulación de la activación de JNK.
- La baicaleína suprime la viabilidad de células de osteosarcoma MG63 a través de la inhibición de la expresión de c-myc a través de vía de señalización Wnt.
- [6] Inhibe la TNF-α-inducida con la activación de NF-kB y la NF-kB-regulada para orientar los productos génicos.

## Aplicaciones médicas

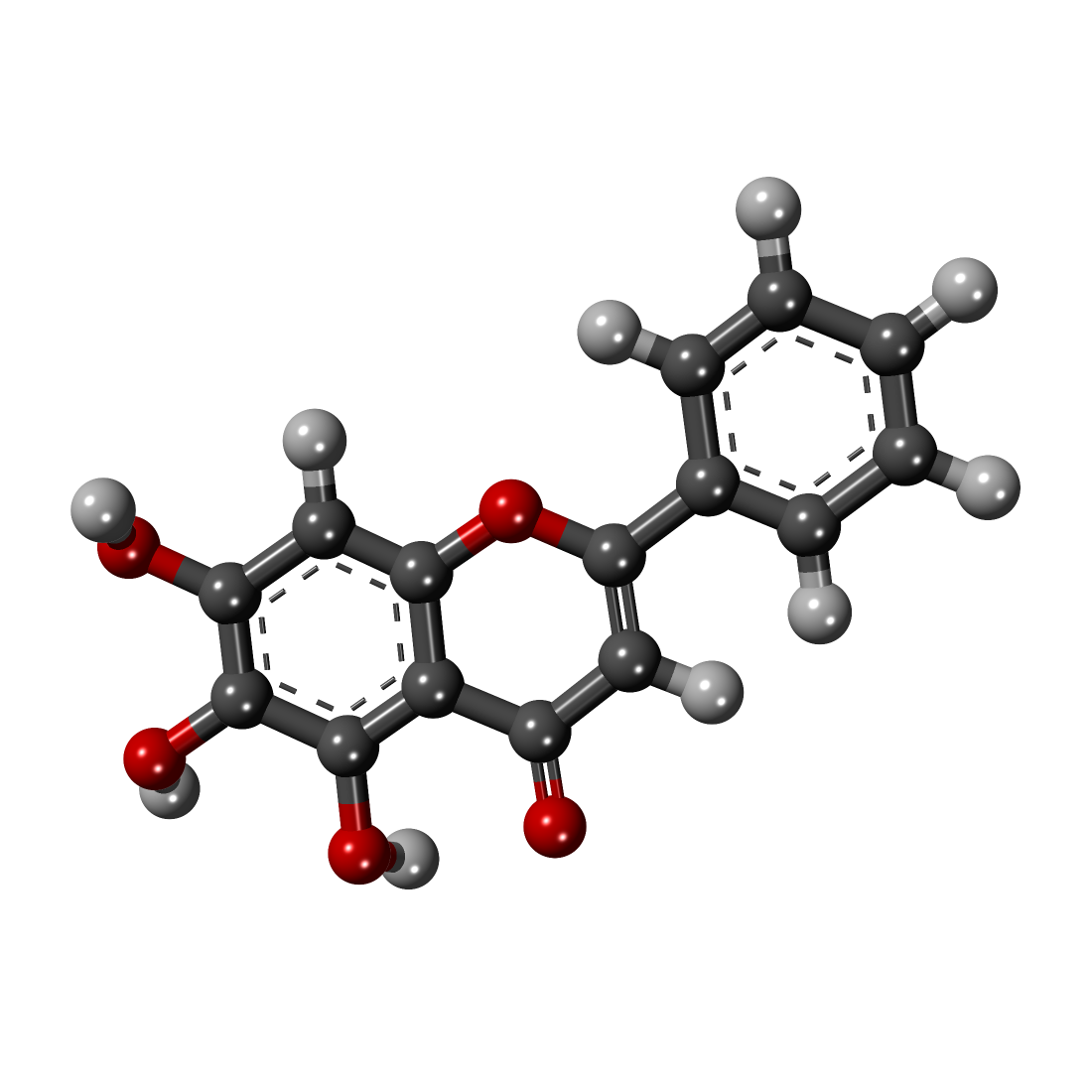
Estructura en 3D de la Baicaleína

### Actividad antiinflamatoria
La baicaleína presenta una capacidad antiinflamatoria reduciendo patologías causadas por bacterias, como por ejemplo las infecciones causadas por Pseudomonas aeruginosa: puede promover la proteólisis de la señal QS.
No se conoce todavía ciertamente cómo o qué hace que la baicaleína produzca este efecto antiinflamatorio, aún está por estudiar. Pero sí que se sabe que reduce la producción de citoquina, debido principalmente a la regulación negativa de las vías de MAPK y NFkB.

### Actividad antioxidante
Las propiedades antioxidates de la baicaleína se deben a que es una molécula donadora de hidrógenos y electrones, y los radicales intermedios pueden estabilizarse mediante formas en resonancia.
La baicaleína retira oxígeno reactivo especialmente en forma de radicales hidroxilos. De esta manera bloquean la acción perjudicial de dichas sustancias sobre las células. Sus efectos citoprotectores son, por ejemplo, bien patentes en fibroblastos de la piel humana, queratinocitos, células endoteliales y ganglios sensoriales cultivados en presencia de sulfoxina-butionina, un inhibidor irreversible de la glutatión sintetasa. Asimismo, se ha comprobado su potente capacidad de inhibir in vitro la oxidación de las lipoproteínas de baja densidad (LDL) por los macrófagos y reducir la citotoxicidad de las LDL oxidadas.

### Actividad anticancerígena[10][11]
Un gran número de estudios se centra en las propiedades antitumorales de diferentes tipos de cáncer, incluyendo el de mama, osteosarcoma, carcinoma o mieloma, entre otros.[cita requerida]
La Baicaleína actúa generalmente bloqueando el ciclo celular, induciendo la apoptosis, inhibiendo la invasión de células tumores y metástasis, potenciando las acciones de los agentes quimioterapéuticos y disparando la autofagia de células muertas.
Los ensayos realizados en animales con tumores de cáncer de mama, colorrectal y hepatocelular, sugieren que la baicaleína es capaz de disminuir significantemente sus volúmenes sin apenas toxicidad, por lo cual se deduce que dicha molécula podría llegar a ser un tratamiento muy eficiente.[cita requerida]
Para ello, el requisito que debe cumplirse es que los tumores se encuentren en estado I o II.
En el siguiente esquema podemos ver en tres tipos de cáncer diferentes, los efectos producidos por la baicaleína:

#### Cáncer de vejiga[citarequerida]
La baicaleína induce la apoptosis en la célula T24 de este tipo de cáncer, activando la vía caspasa mitocondrial dependiente e inhibiendo la fosforilación de Akt. Concretamente la baicaleina inhibe el crecimiento de las células T24 mediante el bloqueo de la progresión del ciclo celular en la fase G1 / S. También induce la apoptosis inducida por la activación de Bcl-2 expresión de la caspasa-9 y la caspasa-3, la regulación negativa de Bcl-2, y la regulación positiva de la expresión de Bax.

#### Cáncer de cuello uterino[citarequerida]
En este tipo de cáncer, la baicaleína inhibe la proliferación de células HeLa por medio de la regulación positiva de la proporción entre la expresión de Bax/Bcl-2 y la activación de Fas, FasL y la caspasa-8.

#### Cáncer de próstata[citarequerida]
La baicaleína es capaz de suprimir el crecimiento de las líneas celulares DU-145 y PC-3 (de la próstata humana), inducir la apoptosis activando la captasa-3 y -7 e incrementar la proporción de expresión de Bax/Bcl-2 en dichas células, además de inhibir la vía caveolina-1/AKT/mTOR, aumentando la apoptosis y debilitando la metástasis.

### Actividad antiviral
La baicaleína inhibe la efectividad y replicación del Virus de la Inmunodeficiencia Humana de tipo 1 (VIH-1). Esto sucede debido a la inhibición de la transcriptasa inversa de dicho virus y de una de las enzimas esenciales del ciclo: VIH-1 integrasa, responsable de la inserción del DNA del virus en el cromosoma del individuo infectado. El proceso de inhibición resulta ser consecuencia de la unión de la región hidrofóbica de la baicaleína y la región activa de la enzima, concretamente se trata de enlaces de hidrógeno a los aminoácidos Asn-155, Lys-156 y Lys-159, situados en el dominio del núcleo catalítico.

## Limitaciones
Son muchos los artículos publicados sobre estudios realizados sobre las propiedades de la baicaleína y que demuestran su elevado potencial para convertirse en uno de los principios activos más importantes para el desarrollo de nuevos fármacos contra enfermedades de elevado índice de afectación y mortalidad en la población, como son el cáncer y el VIH.
La problemática que presenta la baicaleína (a pesar de que en China sea utilizada para enfermedades como la hepatitis, diarrea y asma, entre otros) es su poca biodisponibilidad, debida a su escasa solubilidad. Por tanto, su uso clínico no será viable hasta que se trate de una sustancia lo suficientemente soluble.